# Kirche Klix

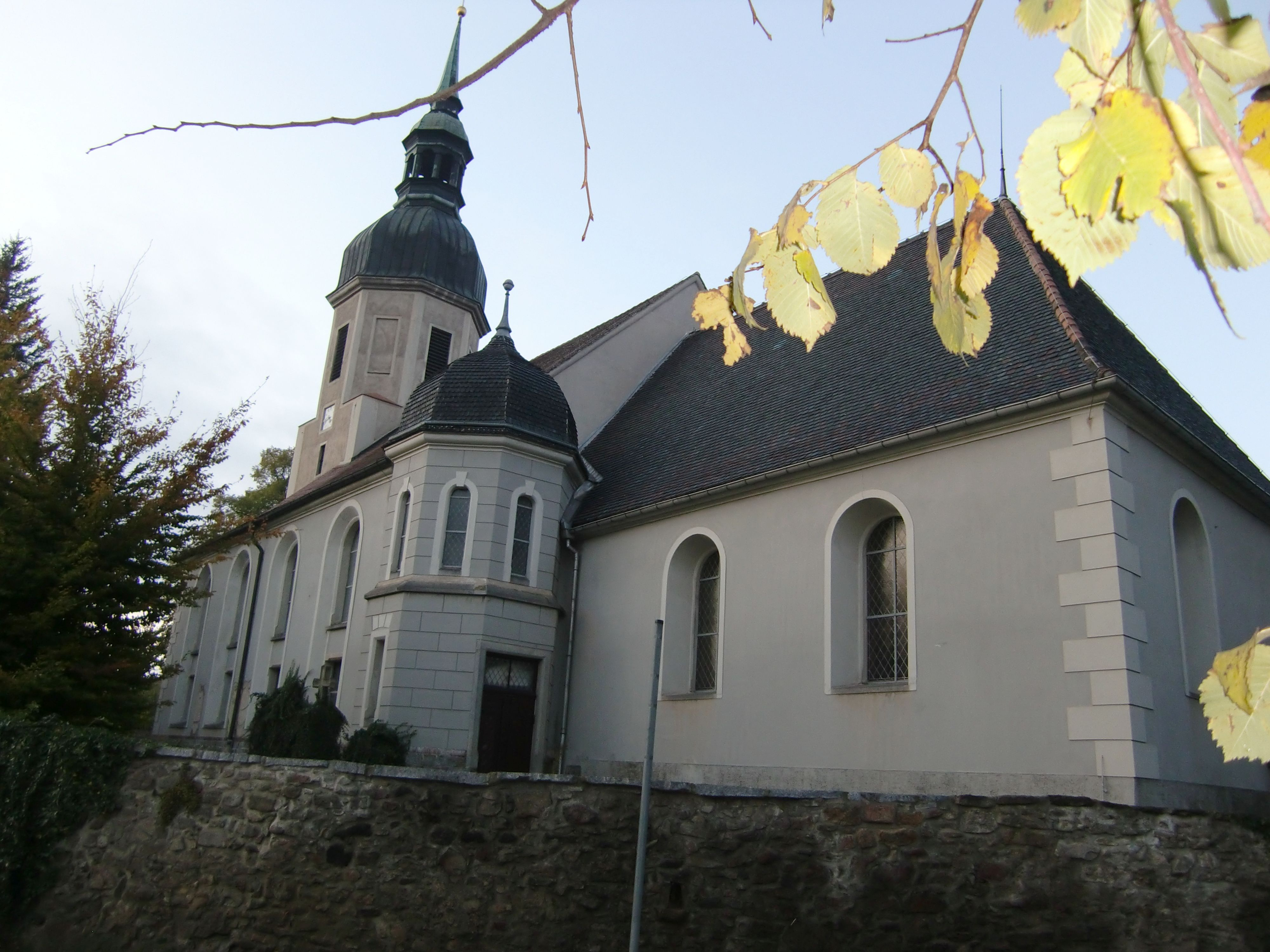
Kirche Klix von Südosten (2009)

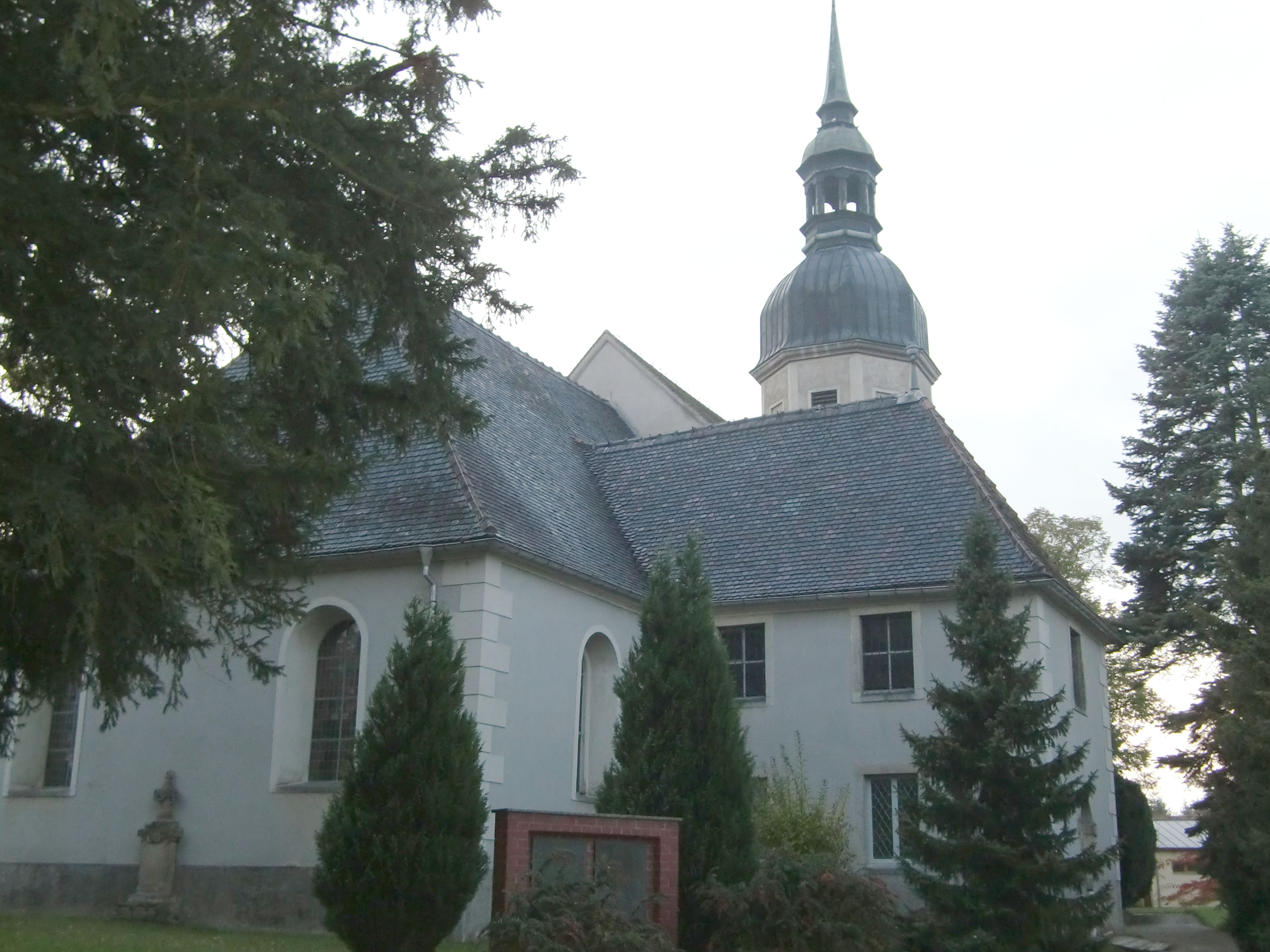
Ansicht von Osten mit zweigeschossigem Logenanbau (2009)

Die Kirche Klix (obersorbisch Klukšanska cyrkej) ist das Kirchengebäude im Ortsteil Klix der Gemeinde Großdubrau im Landkreis Bautzen in der sächsischen Oberlausitz. Es gehört der Kirchengemeinde Klix im Kirchenbezirk Bautzen-Kamenz der Evangelisch-Lutherischen Landeskirche Sachsens. Die Kirche steht als Gebäude von bau- und ortsgeschichtlicher Bedeutung unter Denkmalschutz.

## Architektur und Geschichte
Die Kirche in Klix wurde im Jahr 1893 nach Plänen des Architekten Theodor Quentin unter Einbeziehung des Turms der im Jahr 1702 erbauten Vorgängerkirche im neuromanischen Stil errichtet. Die Haube wurde 1834 verändert. Die ersten Glocken wurden 1877 gegossen und aus der Vorgängerkirche übernommen, die beiden größeren Glocken mussten im Ersten Weltkrieg zu Gunsten der Waffenproduktion abgegeben werden und wurden eingeschmolzen. 1921 erhielt die Kirche ein neues Geläut, das im Zweiten Weltkrieg ebenfalls beschlagnahmt wurde. Die drei neuen Eisenhartgussglocken wurden 1955 eingeweiht. Zwischen 1983 und 1985 wurde der Kirchbau umfassend saniert. 2019 mussten die Glocken wegen Beschädigungen stillgelegt werden, nach einer Reparatur wurden sie zu Pfingsten 2020 wieder in Betrieb genommen.
Das Kirchengebäude ist ein massiver Putzbau mit einem eingezogenen, gerade geschlossenen Altarraum. An der Nordseite befindet sich ein zweigeschossiger Logenanbau, an der südöstlichen Ecke des Kirchenschiffs ein oktogonaler Treppenturm mit leicht zurückgesetztem Obergeschoss und geschweifter Haube. Das Kirchenschiff ist mit einem Satteldach überzogen, das Dach über dem Altarraum ist an der Ostseite abgewalmt. Die Fenster am Kirchenschiff und am Altarraum sind rundbogig, der Logenanbau hat rechteckige Fenster. Die Fenster des Kirchenschiffs sind leicht zurückgesetzt, unter diesen befinden sich jeweils kleinere Rechteckfenster. Die Fassade ist mit Eckquaderungen gegliedert. Der quadratische Westturm hat ein achteckiges Glockengeschoss mit Schallöffnungen und ein rechteckiges Eingangsportal an der Nordseite. Er ist mit einer Zwiebelhaube mit Laterne und Spitzhelm bekrönt.
Der Saal hat im Inneren eine Holzdecke, die in der Mitte erhöht und in große, mit Ranken verzierte Felder unterteilt ist. An drei Seiten steht eine eingeschossige Holzempore. Den Durchgang zum Altarraum bildet ein weit gespannter Korbbogen, dessen Laibung bemalt ist. Der Altarraum besitzt eine Korbbogentonne mit muldenförmigem Schluss im Osten, die mit Blumenmotiven bemalt ist.

## Ausstattung

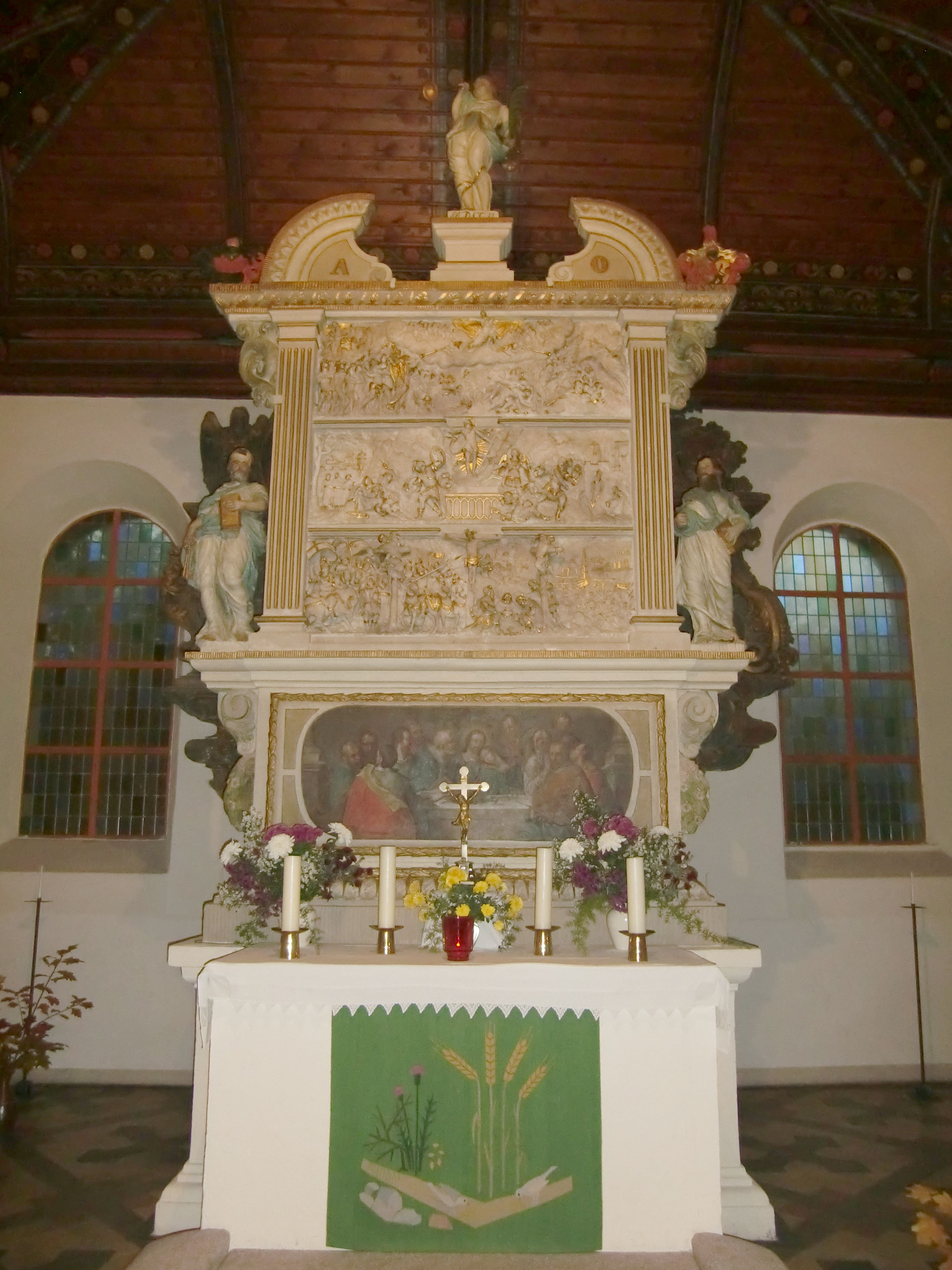
Kanzelaltar (2009)

Die Ausstattung wurde aus dem Vorgängerbau übernommen. Der teilweise vergoldete Altar aus Sandstein wurde in seiner heutigen Form im Jahr 1702 zusammengesetzt, die meisten Teile stammen aus dem 16. Jahrhundert. In der Predella befindet sich ein Gemälde des Abendmahls, in der Haupttafel Darstellungen der Kreuzigung, der Auferstehung und des Jüngsten Gerichts als Relief. Die Reliefs wurden wohl 1580 in der Art des Christoph Walther II geschaffen und sollen aus der Sophienkirche in Dresden stammen. An den Seiten befinden sich kannelierte Pilaster und daneben Konsolen mit Figuren von Petrus und Paulus. Abgeschlossen wird der Altar durch zwei Giebelansätze und einem dazwischen stehenden Posaunenengel.

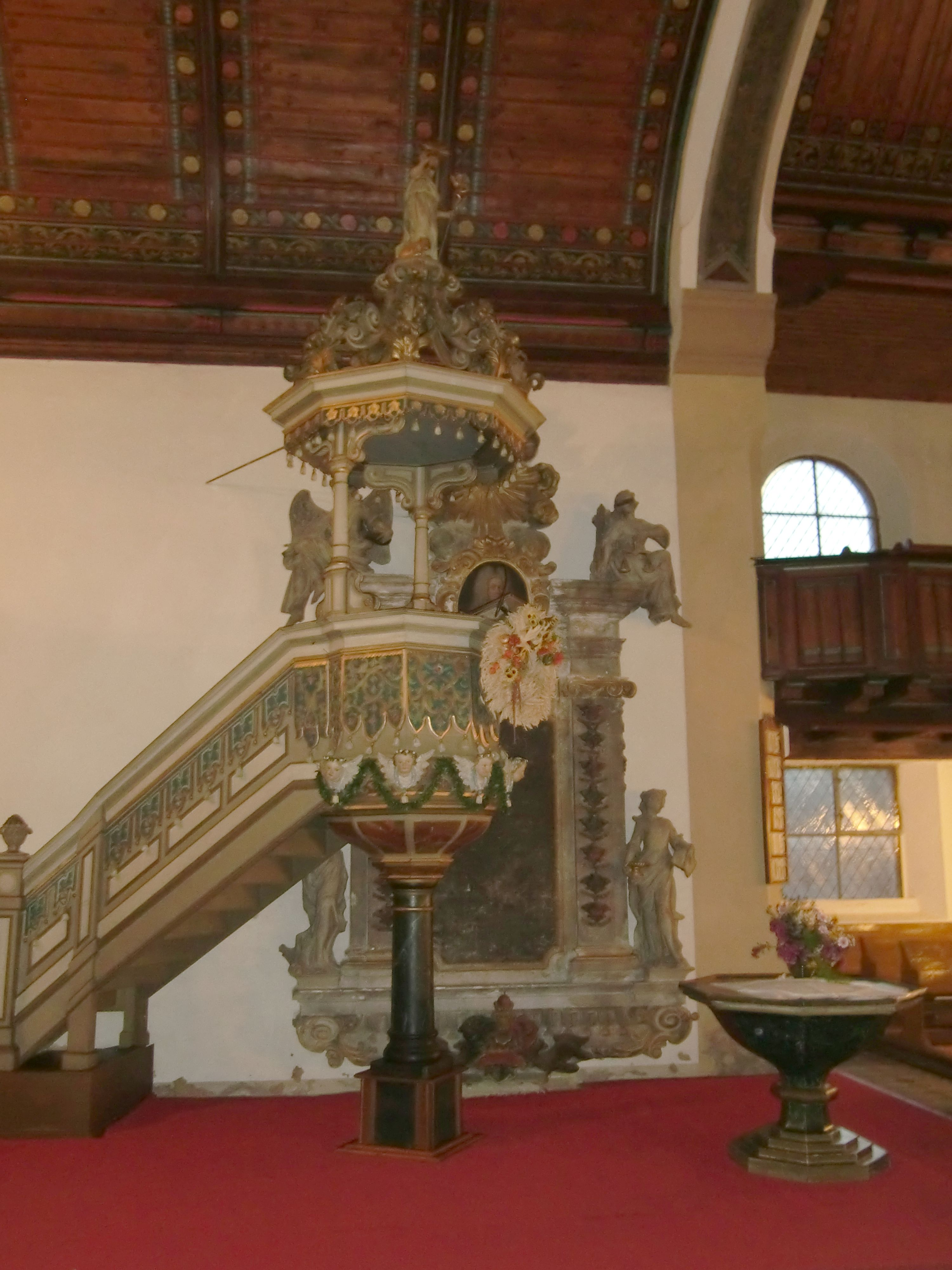
Kanzel (2009)

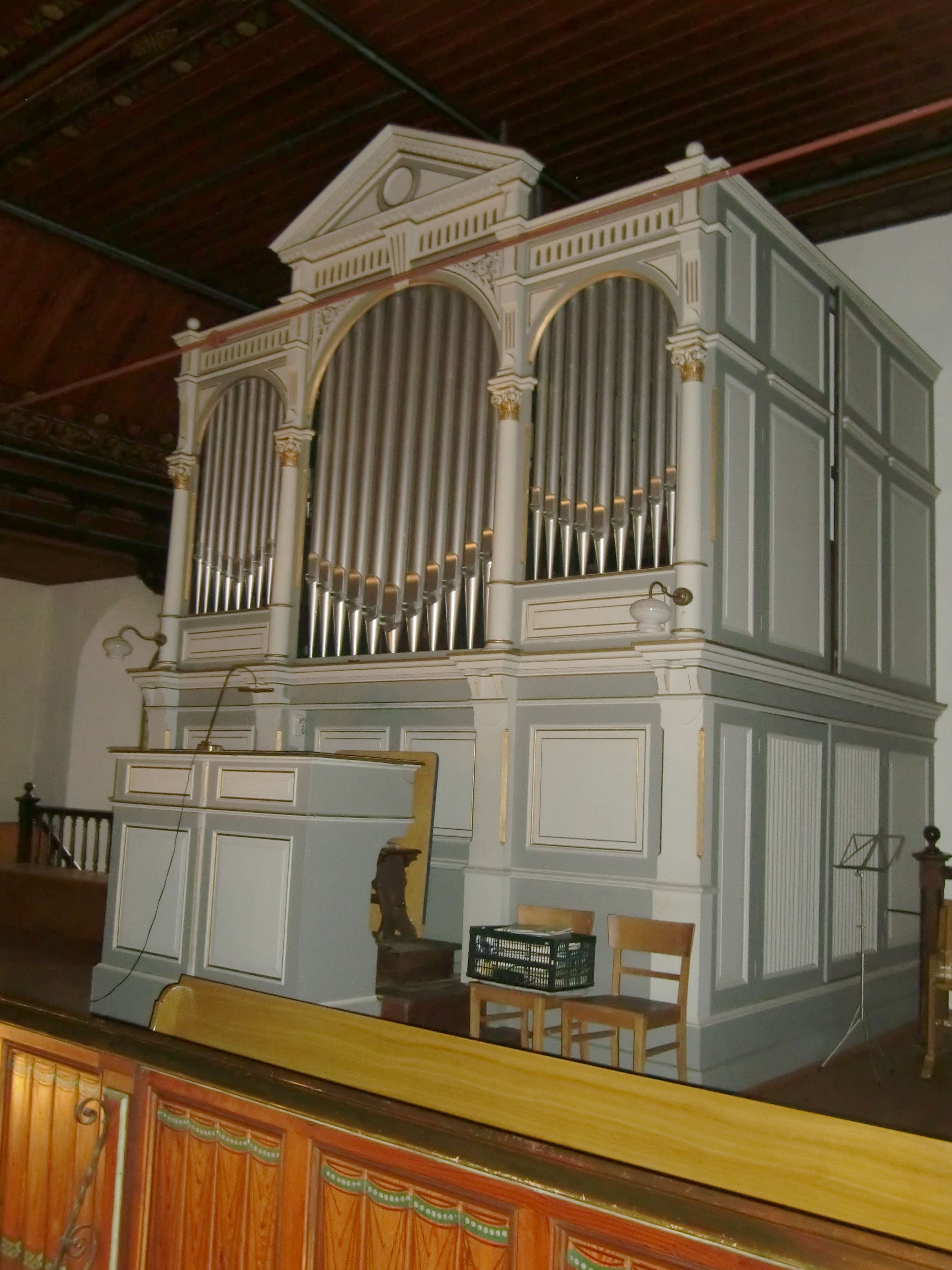
Eule-Orgel (2009)

Die farbige Holzkanzel hat einen polygonalen, mit Putten und Lambrequins verzierten Korb und einen von zwei Säulen getragenen Schalldeckel. Dieser ist mit reich geschnitzten Akanthusranken und einer Figur Johannes des Täufers bekrönt. Das marmoriert gefasste Taufbecken aus Holz mit weit vorschwingender Kuppa ist auf das Jahr 1688 datiert. Die Orgel wurde 1894 von Hermann Eule Orgelbau in Bautzen gebaut. Der Prospekt ist in Neurenaissance-Formen gehalten, das Instrument hat 23 Register auf zwei Manualen und dem Pedal.
In der Kirche befindet sich ein farbig gefasstes Holzepitaph für den 1576 verstorbenen Franz von Nostitz mit einer Darstellung der Kreuzigung aus der Schule des Lucas Cranach sowie des Stifters und dessen Familie. Das aufwendig gestaltete Epitaph wird von auf Konsolen getragenen kannelierten Säulen gerahmt, auf dem Gesims befindet sich eine Kartusche mit dem Nostitzschen Wappen. Das Epitaph wurde zwischen 1989 und 1994 restauriert. Außerdem steht in der Kirche ein Sandsteinepitaph für Johanna Eleonora von Nostitz († 1678) mit dem Relief einer knienden Frau und zwei Kindern vor einem Kruzifix. Weitere Sandsteinepitaphe befinden sich in der Kirche für Kaspar Christoph von Nostitz († 1709) und dessen Frau Ursula Margareta († 1707) sowie für Christoph Friedrich von Gersdorff († 1725). Letzteres wird dem Bildhauer Johann Christian Kirchner zugeschrieben und zeigt zwei Adler mit dem Wappen der Familie von Gersdorff sowie eine von mit Wappen geschmückten Pilastern umgebene Schrifttafel.

## Kirchengemeinde
Klix gehörte um 1500 zum Archidiakonat Oberlausitz, die Reformation wurde im weiteren Verlauf des 16. Jahrhunderts eingeführt. Neben Klix gehören noch die Dörfer Brehmen, Commerau, Geißlitz, Göbeln, Halbendorf/Spree, Jetscheba, Kauppa, Lieske, Neudorf/Spree, Salga, Särchen, Sdier, Spreewiese (ehemals Leichnam) und Zschillichau zur Kirchengemeinde. Bis 1716 war Uhyst eine Filialkirche von Klix. Seit 1840 gehört auch die Ausbausiedlung Ruhethal zur Kirchengemeinde Klix. Die Kirchengemeinde Klix ist mit der Kirchengemeinde Milkel zu einem Pfarramt zusammengeschlossen. Seit 2022 gehört sie zusammen mit Königswartha, Neschwitz, Milkel-Luppa und Quatitz zum Kirchspiel Oberlausitzer Heide- und Teichlandschaft.
Bis Mitte des 20. Jahrhunderts war Klix eine überwiegend sorbischsprachige Kirchengemeinde. Der Volkskundler Arnošt Muka ermittelte im Jahr 1884 für die Kirchengemeinde eine Einwohnerzahl von 2502, davon waren 2362 Sorben und 140 Deutsche, von denen wiederum 77 die sorbische Sprache beherrschten. Der sorbischsprachige Bevölkerungsanteil lag somit bei 97,5 Prozent. Zu dieser Zeit fanden an jedem Sonn- und Feiertag Gottesdienste in sorbischer und in deutscher Sprache statt. Der Konfirmandenunterricht war für die sorbischen Kinder auf Sorbisch und für die deutschen Kinder auf Deutsch. 1951 und 1971 fand jeweils der Sorbische Evangelische Kirchentag in Klix statt. Der letzte sorbische Pfarrer Pawoł Wirth siedelte 1976 nach Westdeutschland über; anschließend wurde noch bis 1987 ab und zu auf Sorbisch gepredigt, wofür Pfarrer aus umliegenden Gemeinden zum Einsatz kamen.